# Scrisoarea unui grup de scriitori sovietici despre Soljenițîn și Saharov
Scrisoare către redacția ziarului Pravda (în rusă Письмо группы советских писателей о Солженицыне и Сахарове, transliterat: Pismo gruppî sovetskih pisatelei o Soljenițîne i Saharove) este o scrisoare deschisă a unui grup de scriitori sovietici celebri în legătură cu „acțiunile și discursurile antisovietice ale lui A. I. Soljenițîn și A. D. Saharov”, care a fost publicată în ziarul Pravda la 31 august 1973.
Această scrisoare a făcut parte dintr-o campanie de presă dură împotriva celor doi dizidenți sovietici, care a început cu o altă scrisoare deschisă, publicată în numărul din 29 august 1973 al ziarului Pravda, prin care 40 de membri ai Academiei de Științe a URSS⁠(d) (inclusiv cinci laureați ai premiilor Nobel pentru fizică și chimie) au condamnat cu indignare declarațiile politice ale lui Saharov și l-au acuzat că a abandonat activitatea științifică și s-a transformat într-un instrument de propagandă împotriva Uniunii Sovietice și celorlalte țări din Blocul răsăritean.

## Textul scrisorii
| “ | Stimate tovarășe redactor! După ce am citit scrisoarea publicată în ziarul dumneavoastră de membrii Academiei de Științe a URSS⁠(d) cu privire la comportamentul academicianului Saharov, care a discreditat onoarea și demnitatea savantului sovietic, considerăm că este datoria noastră să ne exprimăm acordul deplin cu poziția autorilor scrisorii. Scriitorii sovietici au luptat întotdeauna, împreună cu poporul lor și cu Partidul Comunist, pentru idealurile înalte ale comunismului, pentru pacea și prietenia dintre popoare. Această luptă este dictatul inimii întregii intelectualități artistice a țării noastre. În momentul istoric actual, când au loc schimbări benefice în climatul politic al planetei, atitudinea unor oameni ca Saharov și Soljenițîn, care calomniază orânduirea noastră de stat și socială, încercând să stârnească neîncredere în politica iubitoare de pace a statului sovietic și invitând practic Occidentul să continue politica «Războiului Rece», nu poate genera alte sentimente decât dispreț profund și reprobare. | ” |

## Semnatarii scrisorii
1. Cinghiz Aitmatov
2. Iuri Bondarev⁠(d)
3. Vasil Bykaŭ
4. Rasul Gamzatov
5. Oles Honcear
6. Nikolai Gribaciov⁠(d)
7. Serghei Zalîghin⁠(d)
8. Valentin Kataev
9. Alim Keșokov⁠(d)
10. Vadim Kojevnikov
11. Mihail Lukonin⁠(d)
12. Gheorghi Markov⁠(d)
13. Ivan Melej⁠(d)
14. Serghei Mihalkov
15. Serghei Narovceatov⁠(d)
16. Vitali Ozerov⁠(d)
17. Boris Polevoi
18. Afanasi Salînski⁠(d)
19. Serghei Sartakov⁠(d)
20. Konstantin Simonov
21. Serghei Smirnov⁠(d)
22. Anatoli Sofronov
23. Mihail Stelmah⁠(d)
24. Aleksei Surkov
25. Nikolai Tihonov⁠(d)
26. Mirzo Tursun-zade⁠(d)
27. Konstantin Fedin
28. Nikolai Fedorenko⁠(d)
29. Alexandru Ceakovski⁠(d)
30. Mihail Șolohov
31. Stepan Șcipaciov⁠(d)

Vasil Bykaŭ a susținut în autobiografia sa Lungul drum către casă (Долгая дорога домой), publicată după prăbușirea URSS, că nu a consimțit ca semnătura sa să apară sub scrisoare, dar scrisoarea a fost citită, în ziua semnării, în cadrul programului de televiziune „Vremea⁠(d)”, unde Bykaŭ a fost numit printre semnatari. Dezacordul lui Vasil Bykaŭ cu privire la semnarea scrisorii publicate în Pravda a fosr evidențiat și de scriitorul Igor Zolotusski⁠(d) într-un documentar despre Bykaŭ.
Fiul lui Mihail Lukonin⁠(d) a contestat, de asemenea, în memoriile sale despre tatăl său, participarea voluntară a tatălui său la semnarea acestei scrisori.

## Ecouri
Acțiunea scriitorilor sovietici de condamnare, printr-o scrisoare deschisă, a atitudinii pretins calomnioase a fizicianului Andrei Saharov și scriitorului Aleksandr Soljenițîn a fost aprobată de acad. Pantelei Zarev⁠(d), președintele Uniunii Scriitorilor Bulgari⁠(d), care a susținut că activitățile și discursurile celor doi disidenți stârnesc doar „dispreț și reprobare”, ceea ce „pentru un scriitor, în genere pentru un creator, [...] echivalează cu moartea morală și, aș spune, politică”.